# Epidendrum epidendroides
Epidendrum epidendroides är en orkidéart som först beskrevs av Leslie Andrew Garay, och fick sitt nu gällande namn av Mora-ret. och García Castro. Epidendrum epidendroides ingår i släktet Epidendrum och familjen orkidéer.
Artens utbredningsområde är Costa Rica. Inga underarter finns listade i Catalogue of Life.